# Pont du Béguinage

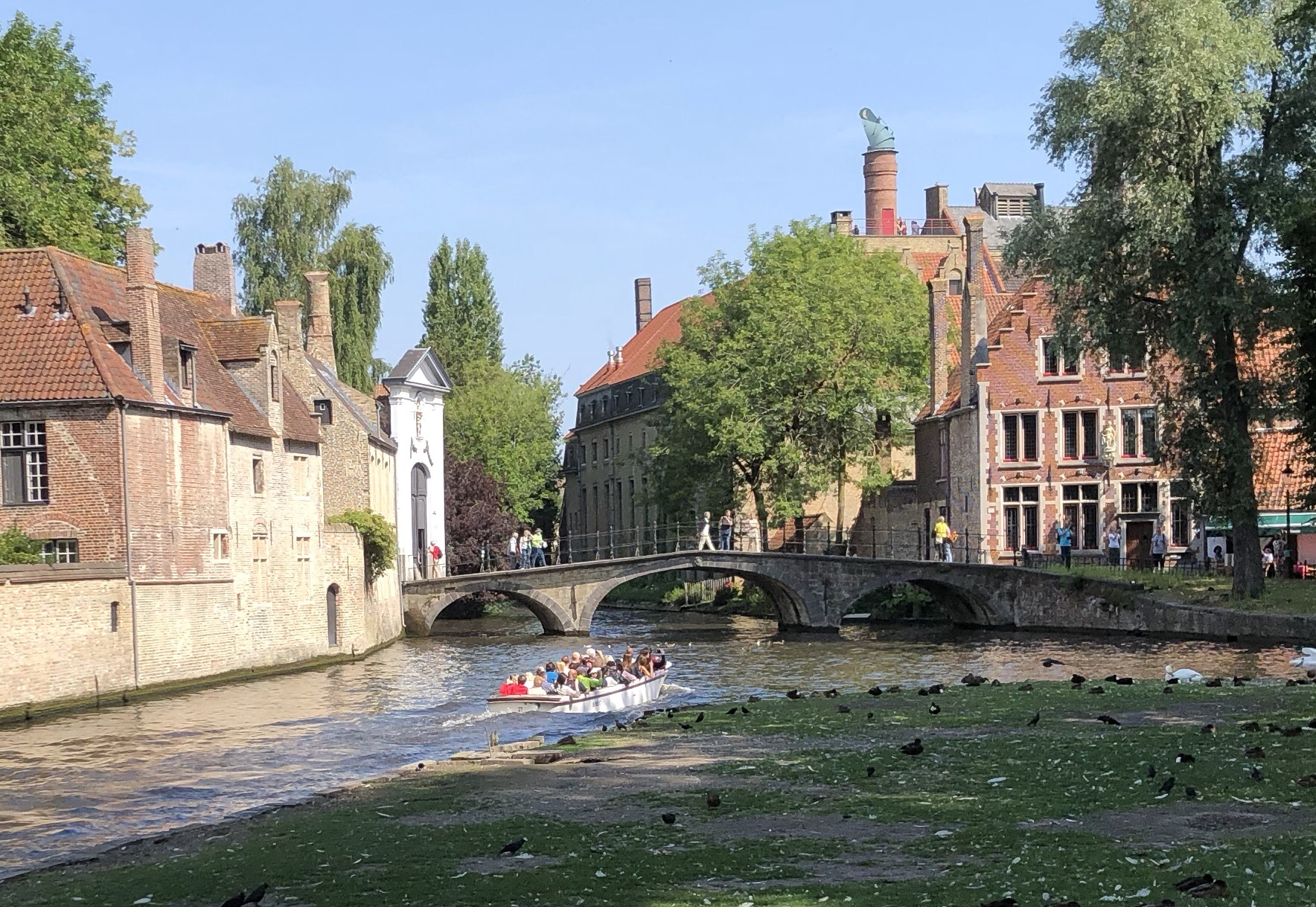
Pont du Béguinage, vue du sud

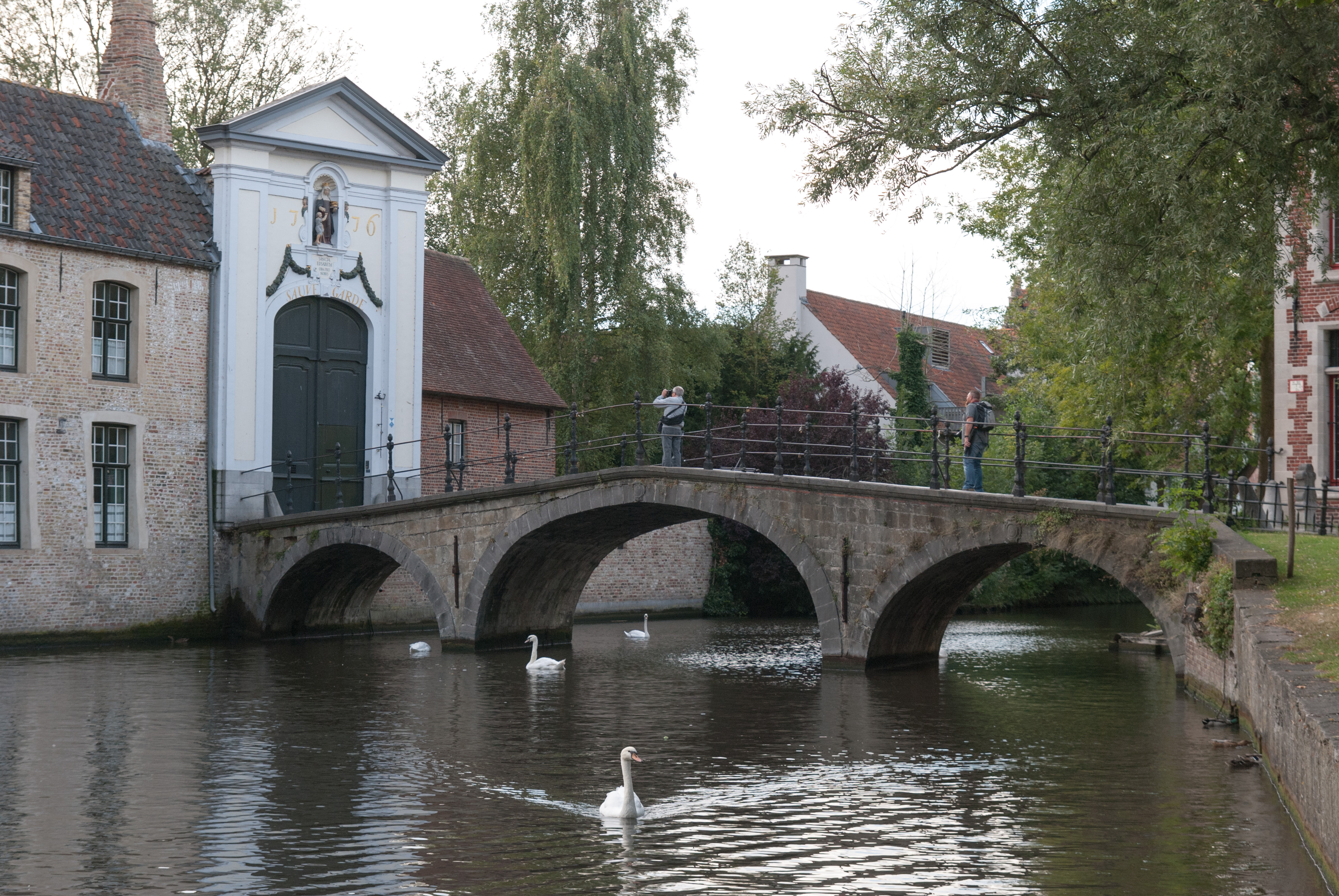
Autre vue

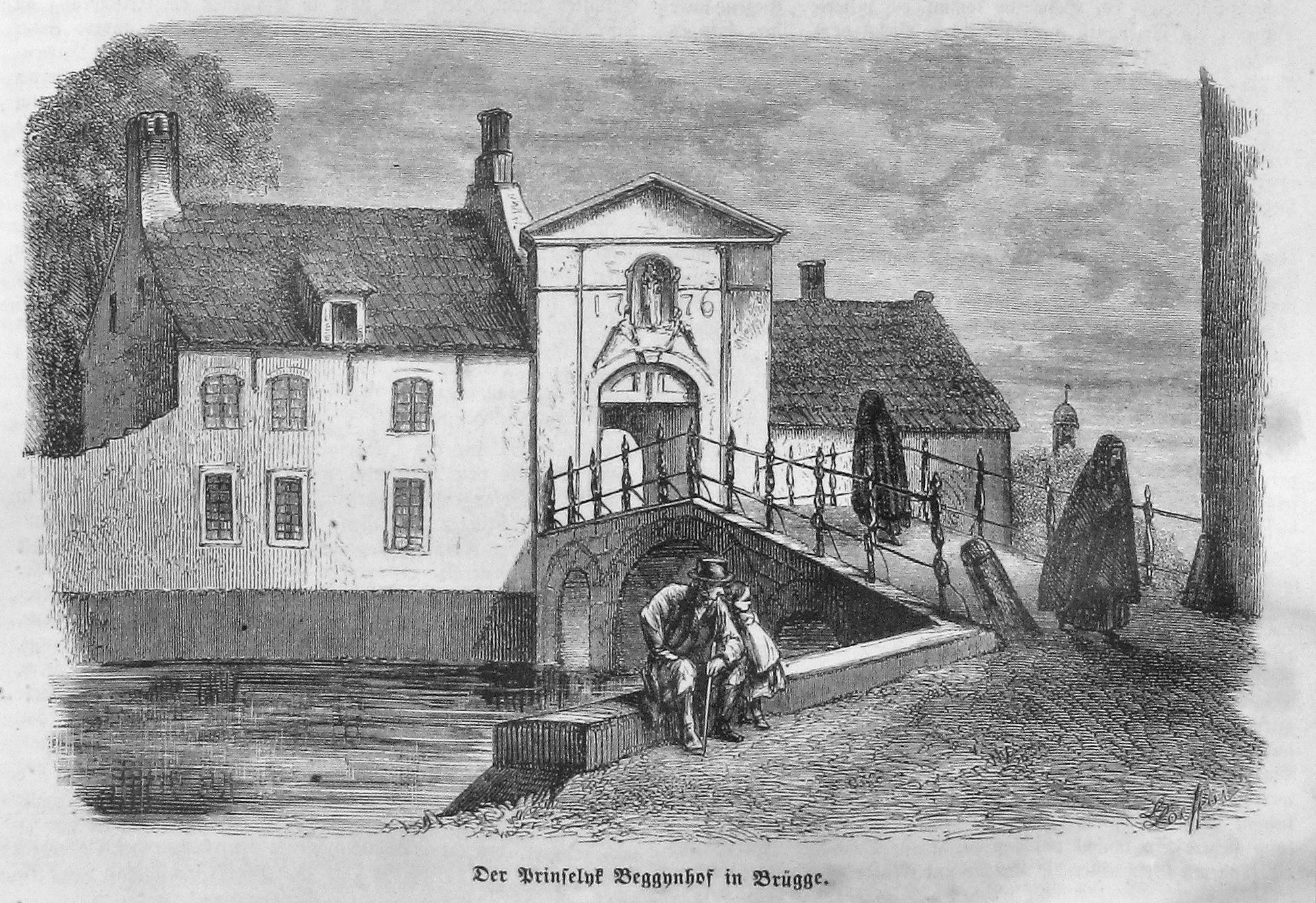
Illustration de 1863

Le pont du Béguinage (en néerlandais Begijnhofbrug), également Weingartenbrücke (Wijngaardbrug), est un pont classé de Bruges en Belgique.

## Emplacement
Il est situé dans la partie sud de la vieille ville de Bruges et relie le canal Bakkersrei au béguinage de Bruges du côté ouest. La rue Begijnhof traverse le pont. Du côté ouest, la porte du béguinage est la porte d'entrée du béguinage, qui est fermée la nuit . Le musée du Béguinage s'y trouve également.

## Architecture et histoire
Le pont a été mentionné pour la première fois dans un document dès 1297. A cette époque, le pont était conçu comme un pont en bois. En 1692, un nouveau bâtiment en pierre est construit. Le garde-corps en fer forgé a été créé en 1740 sur un dessin de W. de Potter. Il est décoré de représentations de vignes et de raisins, qui font référence au terme également utilisé pour le béguinage comme le béguinage du vignoble.
Le pont est conçu comme un pont en arc en trois parties en calcaire. Un cartouche du XIXème siècle comporte l'inscription ANNO 1776 . Il y a aussi un marqueur de frontière en pierre bleue sur le pont.
Le pont fait partie de la zone monumentale du Béguinage et est également utilisé depuis le XIVe siècle. Il est classé au patrimoine architectural en septembre 2009.

## Liens web
- Begijnhofbrug, également Wijngaardbrug (néerlandais) sur Onroerend Ervgoed
- Begijnhofbrug ( Pont du Béguinage) sur www.visitbruges.be